# 須彌芥子
《須彌芥子》是科幻小說作家倪匡的作品之一，衛斯理系列編號129。該小說於2002年12月7日完成，並在2004年4月23日出版，是《一個地方》的延續，講述藍種人的存在方式。

## 故事大綱
衛斯理與白素有事離開，幾日後發現其好友胡說的留言。在留言中，胡說表示有事十萬火急，要求衛斯理立即與他聯絡。衛斯理深知胡說為人平實，故此認為胡說正面對一件生死猶關的事，因而立即到胡說家中。
原來，胡說在陳長青家中(陳長青於《生死鎖》中成仙後，把其房子交給溫寶裕與胡說)的一間房子內發現一個光學儀器。他在這光學儀器中，看到一位藍色女子，並漸漸的戀上她。為了真正的看到她，胡說請求衛斯理把她放出來。衛斯理聞之，認為這女子可能只是來自一張圖片，並非真人。然而，胡說堅信此女子為一真人，衛斯理只好找來科學家好友戈壁沙漠協助。
戈壁沙漠到來後，表示這光學儀器極其複雜，並非地球人科技能夠做到。同時，他們認為這藍種女子可能在光學儀器後，更有可能不在地球的範圍，因該光學儀器可能是一台望遠鏡。為了理解藍種女子是否真人，戈壁沙漠用電子儀器進行探試，結果發現這女子有毛孔，換言之，此女子為真人而非一張圖片。此時，衛斯理想起這藍種女子可能與《一個地方》中，岩石先生遇到的藍種人是同一類。這進一步証明了這女子更有可能為真人。
為了救那女子出來，胡說請求戈壁沙漠想出辦法，二人表示若要求出那女子，必先把光學儀器前的牆清拆。然而，此舉可能令光學儀器出現偏差，無法再看到那女子。更可況，該女子可能不在地球。然而，胡說同意一試。為了更了解藍種人的事，衛斯理找來了岩石。岩石從光學儀器看到該女子後，表示此女子與他在「那個地方」看到的藍種人為同出一源。之後拆牆工程繼續進行。
然而，由於拆牆工程甚為無聊，衛斯理對此全無興趣，並把胡說的遭遇告訴剛回家的白素與衛紅綾。此時，白素想起藍種人是七種改造地球的外星人之一，而對地球改造事件最熟悉不過的就是溫寶裕(因他被改造地球的其中一位外星人所操控)，故此，找來他幫助最好不過。
原來，七種外星人在改造地球時，本應把自己的基因放入人類之中，使人類成為高等生物。然而，由於意外的發現和外星人無意顯示其實力，故第七種人類—藍種人並未有成為地球的其中一個人種。不過，這並不表示藍種人並不存在，而是因藍色外星人崇尚自然，主張與世無爭，故利用「微縮技術」，把藍種人和他們的生存空間縮少萬倍，令他們不被發現，有自己的生存方式。而岩石之所以到達「那個地方」，全因巧合下，藍色外星人把他縮少。及後，外星人發現他不利「那個地方」後，即把他變回原態。白素聽聞「微縮技術」後，想到B(釋迦牟尼，參見《頭髮》)亦懂其法，名為「芥子納須彌」，故此B可能是藍色外星人之一......

## 相關人物
- 衛斯理

書中主角，他在返回香港後發現胡說的留言，令故事展開。在故事中，衛斯理為解開藍種女子的秘密，先後找來了戈壁沙漠與岩石協助。同時，他對於胡說由一位務實有為的青年變成行屍走肉，實在感到萬分的可惜。
- 白素

衛斯理的太太，她在故事的中期出現。她在協助解開藍種女子的迷團時，首先提出找來被外星人「長老」控制的溫寶裕，因他能與「長老」直接以腦電波溝通，可解答有關藍種人的各種疑問。最終，溫寶裕果然對藍種人的迷團作出了有力的解釋。
- 岩石

岩石於《一個地方》中曾到「那個地方」親眼看到藍種人，故此當衛斯理看到陳長青家中出現的藍種女子時，就找來了岩石協助。果然，於陳長青家中看的藍種女子正是岩石於「那個地方」看到的藍種人。
後來，岩石不斷向衛斯理查問陳長青成仙的事。原來，他認為陳長青成仙可到達生命的另一階段和到訪另一空間，使他認為死後亦可以另一生命階段再次到訪「那個地方」。故此，他選擇以自殺的方式了結現時的生命。
- 胡說

衛斯理的好友，是一位青年的昆蟲學家。某天，他無意中從光學儀器內發現了一藍種女子後，就深深的愛上了她，並認為她是一位被困在儀器後的真人，因而希望衛斯理能把她救出來。
最終，光學儀器在胡說與溫寶裕的一場衝突下粉碎，胡說再無法看到那藍種女子。
- 溫寶裕

衛斯理忘年之交。然而，自《行動救星》起，溫寶裕被外星人「長老」控制後，判若兩人，終日提出消滅地球百分之九十九的人口，以防止人口爆炸，令地球滅亡的危機，使衛斯理感到與他極不投契。
不過，溫寶裕按「長老」的分析，提出了藍種人存在而無法找到等的概念，又猜測藍種人在百年前製造這台光學儀器，目的是想令人知道藍種人的存在，使衛斯理成功的解開了在《一個地方》中未能明白的問題。
最後，溫寶裕由於知道了藍種人的「微縮技術」後，雖不再提出消滅人口，而改為把人類縮少如跳蚤，依令衛斯理感到難以接受。
- 戈壁沙漠

衛斯理的好友，為一對天才科學家，為微軟的得力功臣。在故事中，他們以最先進的儀器發現了該光學儀器複雜無比，故此認為並非出於人類手筆。對於胡說反常的行為，二人亦認為他是「神經錯亂」。
- 衛紅綾

衛斯理與白素的女兒，自《一個地方》起，她與岩石到太平洋尋找「那個地方」。由於「那個地方」面積極少，自然地，她未有所得。

## 資料來源
以下內容以香港勤十緣出版社作準：
1. ↑  須彌芥子 – 第一部份 – P.4
2. ↑  須彌芥子 – 第二部份 – P.32-38
3. ↑  須彌芥子 – 第二部份 – P.40-41
4. 1 2  須彌芥子 – 第三部份 – P.61-63
5. ↑  須彌芥子 – 第四部份 – P.74
6. ↑  須彌芥子 – 第四部份 – P.79
7. ↑  須彌芥子 – 第五部份 – P.86-90
8. ↑  須彌芥子 – 第六部份 – P.120-123
9. ↑  須彌芥子 – 第七部份 – P.128
10. ↑  須彌芥子 – 第七部份 – P.131-133
11. ↑  須彌芥子 – 第十部份 – P.204-205
12. ↑  須彌芥子 – 第五部份 – P.91-92
13. ↑  須彌芥子 – 第十部份 – P.205
14. ↑  須彌芥子 – 第七部份 – P.142-144
15. ↑  須彌芥子 – 第八部份 – P.145-150
16. ↑  須彌芥子 – 第七部份 – P.137
17. ↑  須彌芥子 – 第三部份 – P.48
18. ↑  須彌芥子 – 第四部份 – P.83

| 前任者： 129 一個地方 | 衛斯理系列（按編號） 129 | 繼任者： 130 死去活來 |